# Marija Jakovetić
Marija Jakovetić udano Čolaković, bivša jugoslavenska rukometna reprezentativka. Rodom je Hrvatica iz Bačke.
Članica ŽRK Spartak Subotica 1957. – 69., s kojim je osvojila državno prvenstvo 1959./60. i 1962./63., drugo mjesto 1957./58., 1960/61. i 1963/64. i treće mjesto 1959/59. i 1961/62. Najbolji strijelac prve lige 1963/64. Kup Jugoslavije osvojila u finalu u Subotici 1961. pobijedivši zagrebačku Lokomotivu, a još tri puta igrala je u finalu, 1962., 1963. i 1968. kad je izgubila od ORK Beograda. Sa Spartakom je nastupila u prvom izdanju Kupa europskih prvakinja 1961. godine. Poslije Spartaka igrala u niškom DIN-u, s kojim je izborila ulazak u prvu ligu. Igrala do kraja karijere 1975.
Igrala je na svjetskom prvenstvu 1962. u Rumunjskoj, a suigračice su joj bile još dvije igračice iz Spartaka, Jovanka Jurčak i Ana Zemko. Osvojila je 4. mjesto. Bila je najboljim strijelcem jugoslavenske reprezentacije sa sedam postignutih pogodaka u pet utakmica.
1962. je godine bila šestom među deset na tradicijskom popisu najboljih športaša Subotice. Ispred nje bili su gimnastičarka Ruža Košanji, hrvač Stipan Dora, boksač Franjo Tamaši, hrvač Boško Marinko, tenisač Tibor Tandari, a iza nje atletičarka Borbala Žunji, gimnastička višebojka Katarina Perčić, nogometaš Josip Miklenović i biciklist Ivan Pišpek.
Nagrađena medaljom Saveza za fizičku kulturu Subotice 1964., medaljom Rukometnog saveza Vojvodine, medaljom Rukometnog saveza Jugoslavije i zahvalnicom Rukometnoga saveza Niša.